# 上海阿特蒙医院
上海阿特蒙医院是上海自贸试验区（上海外高桥保税区）首家外商独资医院。該醫院於2013年由德国阿特蒙集团（Artemed Group）、银山资本、外高桥三联发展有限公司、外高桥医疗保健中心合作開發。阿特蒙医院開業後會先引入约20名德国骨科领醫生。這標誌著不包括港澳台的境外资本可以在中國开设独资医院。医院于2014年年内开工建设，2015年取得营业执照，2019年投入使用。二期于2020年投入运营。2020年12月1日，該醫院成为上海市基本医疗保险定点医疗机构。